# گولار ال‌ان‌جی
گولار ال‌ان‌جی (به انگلیسی: Golar LNG) شرکت خدمات کشتی‌رانی برمودایی است، که تمرکز اصلی آن در زمینه انتقال گاز مایع می‌باشد.
دفتر مرکزی این شرکت در شهر همیلتون، برمودا قرار دارد و دفتر عملیاتی آن در شهر لندن، بریتانیا مستقر می‌باشد.
شرکت گولار مالک ۱۳ نفت‌کش ال‌ان‌جی است. بخشی از سهام این شرکت در بازارهای بورس اوراق بهادار اسلو و بورس نزدک معامله می‌شود. مالک اصلی این شرکت جان فردریکسن است.